# Писович, Анджей
Анджей Станислав Писович (пол. Andrzej Stanisław Pisowicz, родился 2 ноября 1940 в Седлиске недалеко от Мехува) — польский лингвист, специалист по армянскому и иранским языкам.

## Биография
Окончил среднюю школу имени Адама Мицкевича в Слупске. После сдачи экзаменов в средней школе в 1957 году он начал изучать армянскую филологию на факультете восточной филологии Ягеллонского университета. Там же он прослушал курс армянского языка.
Профессор Вача Налбандян из Армении, находившийся в то время в Кракове, заметил молодого студента и пригласил его в Ереван, где Писович в 1961—1963 гг. изучал армянскую филологию.
После возвращения в Краков в 1963 г. он защитил кандидатскую диссертацию, посвящённую диалекту армянского языка, бытующему в селении Парпи.
После окончания института работал библиотекарем, переводчиком и корректором в Ягеллонской библиотеке, краковском филиале издательства Ossolineum и Бюро ядерных технологий. Он был в постоянном контакте с университетом. В 1966—1967 годах он дополнил свои знания армянского и иранского языков в аспирантуре Национальный институт восточных языков и культур в Париже на материале западноармянского и персидского языков, также он изучал древнеармянский язык в Парижском католическом университете.
В 1970 году он был принят на работу в Ягеллонский университет. Вскоре он отправился на стипендию в Тегеран (1972—1973). В 1974 году получил докторскую степень на основе диссертации о развитии армянского консонантизма, а в 1985 году — докторскую степень в области гуманитарных наук по иранскому и армянскому языкознанию на основе диссертации о зарождении новой и среднеперсидской фонологической системы.
Анджей Писович принимал участие в оппозиционной деятельности и публиковался в подпольной прессе. По этой причине Рабочий комитет Польской объединенной рабочей партии, вынес ему отрицательное заключение, которое не позволило ему получить повышение.
Только в 1988 году он получил должность доцента. При том, что в 1976—1994 гг. он был заведующим отделом иранистики, а в 1989—1994 гг. — заместителем директора Института восточной филологии.
В 1988—1991 гг. он Анджей Писович в Вену на стипендии от Фонда Pax Christi, а также в учебном 1992—1993 году он читал лекции по армянской диалектологии в университете в Лейдене.
В 1994—1995 гг. работал советником в посольстве в Тегеране. В 2002 году получил должность доцента, а затем — профессора. Член Научного общества Collegium Invisibile (Варшава).
В 2010 году Анджей Писович приезжал во Владикавказ с целью изучения осетинского языка. А в 2020 году в Кракове увидела свет его монография «Осетинская грамматика (Иронский диалект)».
Является автором «Британники».

## Личная жизнь
Женат на Ядвиге Вишневской, у них трое детей.

## Работы
- Le développement du consonantisme arménien, Kraków 1976.
- Origins of the New and Middle Persian Phonological Systems, Kraków 1985.
- Słownik pisarzy radzieckiej Armenii, Warszawa 1992.
- Fârsi: materiały do nauki języka perskiego, Kraków 1995 (współaut.: M. Fraycon).
- Gramatyka ormiańska. Grabar — Aszcharabar, Kraków 2001.
- Mały słownik ormiańsko-polski, polsko-ormiański, Kraków 2006 (współaut.: Szuszanik Sedojan, Norajr Ter-Grigorian).
- Na końcu języka, Białystok 2015 (z Andrzejem Pisowiczem rozmawiają Kornelia Mazurczyk i Zbigniew Rokita).
- Gramatyka osetyjska (dialekt iroński). Kraków 2020.